# Berytoniscus singularis
Berytoniscus singularis is een pissebed uit de familie Berytoniscidae. De wetenschappelijke naam van de soort is voor het eerst geldig gepubliceerd in 1955 door Vandel.